# أكسيد الكروم السداسي
 أكسيد الكروم السداسي مركب كيميائي له الصيغة CrO3 ، ويكون على شكل بلورات حمراء غامقة .

## الخواص
- انحلالية أكسيد الكروم السداسي جيدة في الماء.
- يمتلك هذا المركب خواصاً مؤكسدة قوية كون الكروم في حالة أكسدته العليا +6، على سبيل المثال فهو يتفاعل بعنف مع المركبات العضوية مثل الميثانول.
- يؤدي تسخين أكسيد الكروم السداسي فوق 250°س إلى تفككه إلى أكسيد الكروم الثلاثي والأكسجين حسب المعادلة:

4CrO3 → 2Cr2O3 + 3O2

## التحضير
يحضر مركب أكسيد الكروم السداسي من تفاعل ثنائي كرومات الصوديوم مع زيادة من حمض الكبريتيك المركز حسب المعادلة:
Na2Cr2O7 + 2H2SO4 → 2CrO3 + 2NaHSO4 + H2O

## الاستخدامات
- الاستعمال الرئيسي لأكسيد الكروم السداسي هو طلي المعادن بالكروم حيث يترسب الكروم مهبطياً من محاليل أكسيد الكروم السداسي الممددة في حمض الكبريتيك على الفلز المراد طلاؤه.
- يستعمل كمادة مؤكسدة في الكيمياء العضوية.

## السلامة
- يجب الحذر أثناء التعامل مع مركب ثلاثي أكسيد الكروم إذ أنه سام، كما أنه مطفر ومسرطن.
- هنالك إمكانية تسببه للحرائق في حال تماسه مع المواد القابلة للاشتعال.

## معرض صور

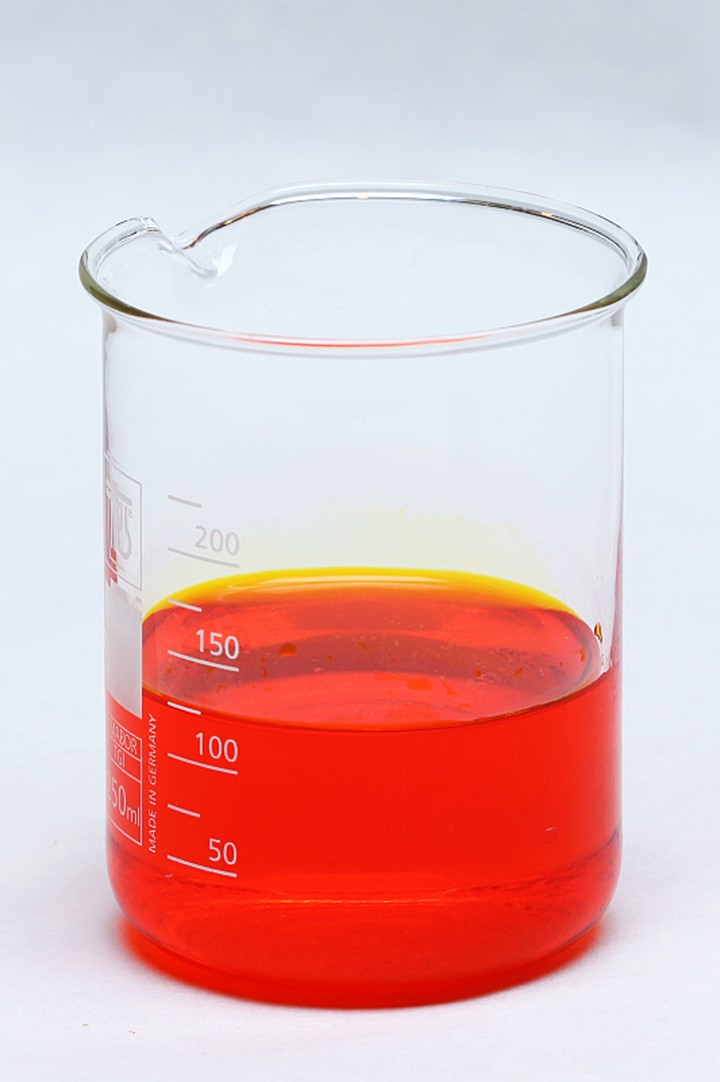
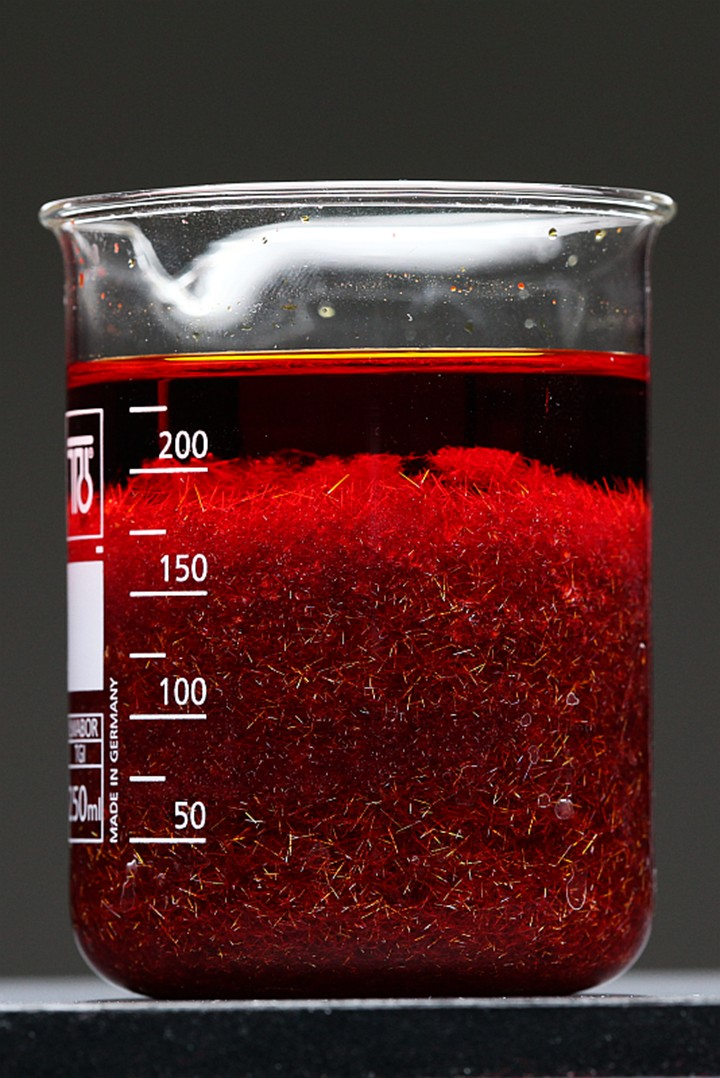
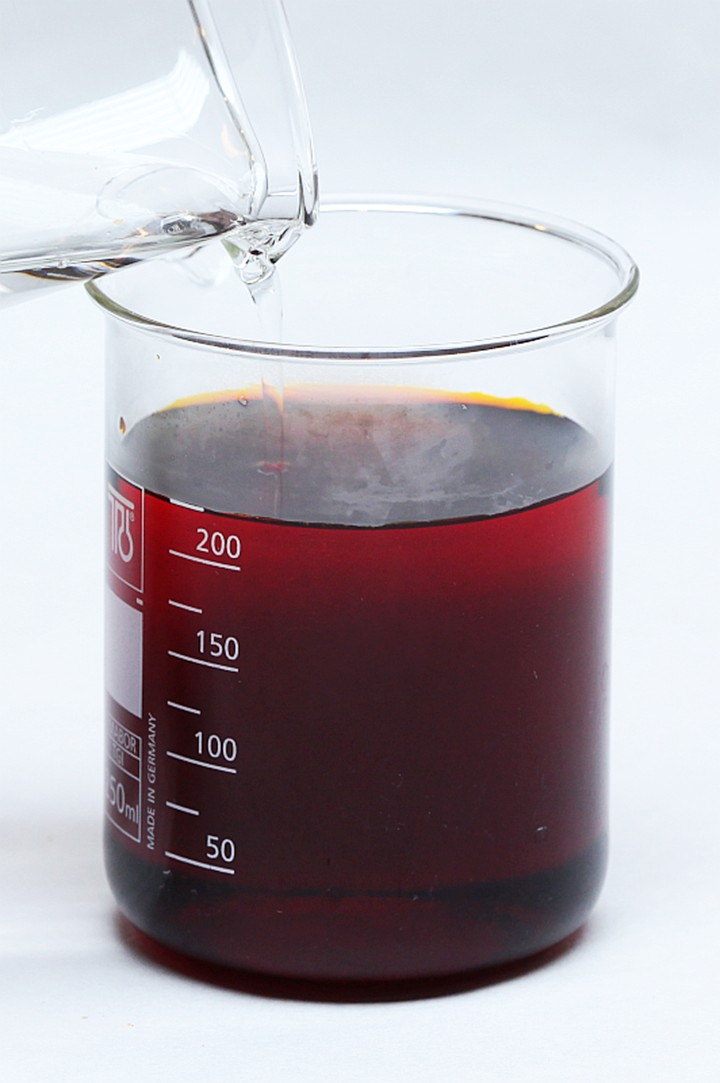